# Heads You Die
Heads You Die (roman non traduit en français) est le second roman de la série La Jeunesse de James Bond à avoir été écrit par Steve Cole. Ce roman d'aventures a été publié pour la première fois au Royaume-Uni le 5 mai 2016.
À la suite de leur escapade à Los Angeles (voir Shoot to Kill), James Bond et Hugo se rendent à Cuba, chez Gerald Hardiman, afin d’avoir un peu de vacances. Hardiman est un vieil ami de la famille Bond et semble content de voir les garçons, mais lorsque son ancien employeur lui demande de revenir pour finir sa « grande tâche », il refuse. Scolopendra, la personne qui avait employé Hardiman, n’est cependant pas un homme à qui l’ont dit « non » si facilement.

## Résumé
Dans les Caraïbes, Sarila Karatan, une mercenaire, s’introduit dans les laboratoires de Scolopendra Industries où elle vole un coffre-fort. Mais durant sa fuite elle est rattrapée par les gardes de Scolopendra et son bateau coule avec elle et le coffre près de la côte cubaine.
À La Habana Vieja, James Bond est occupé à poursuivre un pickpocket qui a volé le portefeuille de Gerald Hardiman, un ami de longue date de la famille Bond. Bond rattrape le voleur et retourne voir son ami Hugo Grande et Hardiman avec le portefeuille qui contient une photo d’Andrew Bond, le père de James. Les trois personnages sont interpellés par les gros titres d’un journal local qui annoncent que le corps d’une mystérieuse femme (Sarila Karatan) s’est échoué sur la côte.
Hardiman ne semble plus être le même et est moins joyeux depuis qu’il a vu le journal et une Hispano-Suiza garée non loin, il ramène les garçons à son hôtel. Après un dîner, Bond se porte volontaire pour aller acheter du café. Sur le chemin du magasin, il tombe sur une fille maigre qui appelle à l'aide alors qu’elle se fait agresser par le chauffeur de la Hispano-Suiza (Ramón Mosqueda). Bond intervient, se bat contre le chauffeur et un de ses complices (El Puño) ; la fille et Bond parviennent à s'enfuir chacun de leurs côtés.
James Bond retourne à l’hôtel et demande des explications à Hardiman qui semble cacher des choses. Hardiman lui explique que Ramón et El Puño sont des employés d’un homme pour qui il a précédemment travaillé : Audacto Solares, surnommé Scolopendra. Ce dernier veut que Hardiman revienne travailler pour lui, sur un projet spécial, mais Hardiman ne veut pas. Pendant la nuit, Bond et Hugo surprennent Hardiman qui reçoit un coup de téléphone de Scolopendra, il dit à ce dernier qu’il ne sait pas où se trouve une certaine fille.
Lorsque Bond et Hugo se réveillent le lendemain matin : Hardiman a disparu et l’endroit a été saccagé. Ils décident l’aller à la police, mais il apparaît que cette dernière se désintéresse de leur histoire. Bond et Hugo rentrent à l’hôtel mais se font agresser par deux filles. L’une d’elles est Marista (celle que Bond a aidée la nuit précédente) et l’autre est Jagua Blarmina Solares, la fille de Scolopendra. Elles expliquent aux garçons qu’elles cherchent aussi Hardiman qui devait les aider à fuir Scolopendra.
Jagua dit que son père la bat, Hardiman vivait dans la propriété de Scolopendra depuis des mois et il était visiblement au courant du vol des laboratoires de Scolopendra Industries avant que celui-ci ne se produise. Elle ajoute que son père a corrompu la police. Hugo et Bond décident de s’allier avec Jagua et Marista pour venir en aide à Hardiman.
Jagua explique aussi qu’une certaine La Velada a de l’emprise sur son père et qu’elle a pris note des conversations téléphoniques que La Velada a passé, dont certaines en langue russe. Elle pense que La Velada se joue de son père mais que celui-ci est trop aveuglé par l’amour qu’il lui porte pour s’en rendre compte ; elle espère que les transcriptions des conversations lui feront ouvrir les yeux.
Bond et Jagua se rendent au bureau havanais de Scolopendra Industries pour voir si Hardiman y est détenu. Bond escalade la façade du bâtiment et s’introduit dans le penthouse. Il fouille l’endroit et découvre que Scolopendra a bientôt rendez-vous avec un certain MacLean au Gran Casino et prend les notes de Jagua que gardait dans le penthouse.
Alors qu’il est sur le point de partir, La Velada entre dans le penthouse, repère et tire sur Bond qui prend alors la fuite. Jagua et Bond volent une moto Indian Four et s’enfuient loin des bureaux de Scolopendra Industries. Ils rejoignent Marista et Hugo dans un entrepôt où Jagua explique qu’elle faisait partie d’un club de plongée, le Suicide Club (Sociedad Suicidio). L’idée est de se rendre vers où Sarila Karatan a coulé, plonger, récupérer le coffre-fort volé et exploiter son contenu pour libérer Hardminan.
Ils prennent du matériel rudimentaire de plongée. Marista plonge en première, puis Bond plonge derrière elle. Le lendemain Bond et Hugo se rendent au Gran Casino et trouvent la chambre de Scolopendra. Ils se battent contre Ramón, l’assomment, et découvrent un Chester MacLean attaché et inconscient.
Alors que El Puño, Scolopendra et La Velada arrivent dans la chambre, Bond et Hugo se cachent sous un lit. Ils observent Socolopendra interroger MacLean car il pense que ce dernier est un traître. Pour se défendre, McClean dit que La Velada travaillait autrefois pour le NKVD mais Scolopendra le sait déjà. Finalement Solopendra décide du sort de McClean à l’aide de sa pièce de monnaie porte-bonheur et le tue car « heads you die » (pile vous mourrez).
Après que tout le monde soit parti, Bond et Hugo s’enfuient du casino et volent la Hispano-Suiza. Ils rejoignent Jagua et Marista qui se trouvent sur une plage près de l’endroit où le bateau de Sarila a coulé. Après s’être embarqué sur un bateau, Bond et Jagua plongent près de l’épave et trouvent le coffre-fort volé. Sous l’eau, ils se font cependant attaquer par des plongeurs ennemis.
Lorsque Bond et Jagua échappent aux plongeurs et remontent à la surface : Hugo et Marista ont disparu. Ils parviennent à regagner le rivage et s’enfuir en moto avec le coffre-fort. Des policiers rappliquent et Bond et Jagua décident de se séparer. Ils se retrouvent au village de Sabana de Robles mais Bond a entre-temps perdu le coffre-fort qui a été récupéré par la police (il a cependant aperçu que celui-ci contenait des billets). Hugo se trouve aussi à Sabana de Robles mais il dit qu’il ne sait pas où est Marista mais qu’il pense que la police l’a probablement embarqué.
Il se trouve que Scolopendra, ses hommes et Marista viennent à Sabana de Robles. Marista trahit Jagua pour de l’argent et Scolopendra parvient ainsi à mettre la main sur sa fille adorée et repartir avec elle. Bond ne peut rien faire pour l’en empêcher.
En voulant se rendre au port, James Bond se fait embarquer par la police. Il est emmené au commissariat où il voit que les policiers qui ont touché les billets meurent soudainement des suites d’un poison. Bond voit que le plongeur contre lequel il s’était battu (Franklin John Ford) est enfermé dans une cellule mais El Puño arrive, capture le plongeur et brûle le commissariat afin d’effacer toutes les traces de l’empoissonnement des policiers.
Bond parvient à sortir du commissariat à temps et rejoint Hugo au port, mais tous deux se font capturer par Ramón et La Velada. Ils sont emmenés au repère de Scolopendra et sont enfermés dans la chambre d’un laboratoire. Scolopendra menace de lâcher des oestridae sur les garçons si Hardminan ne parle pas.
Alors que Scolopendra lâche les insectes, Hardiman fini par avouer qu’il a aidé le Corps of Intelligence Police à s’introduire dans les laboratoires. Un agent du CIP, Valentine Barbey, l’a approché dans la mesure où sa sœur, Lana Barbey, qui travaillait pour Scolopendra, a disparu.
Bond et Hugo sont sortis de la chambre, (Scolopendra dit alors que les insectes étaient inoffensifs pour les garçons), et sont endormis. Ils sont conviés à un dîner par Scolopendra. À table, Scolopendra et La Velada expliquent qu’ils développent un poison pour le NKVD, pour l’échanger contre la liberté La Velada (qui se trouve être sur la liste noire du NKVD).
Scolopendra fabrique aussi de faux billets qu’il imprègne de poison, le NKVD souhaite inonder la Grande-Bretagne pour que celle-ci soit à la merci de l’URSS et qu’elle accepte d’être gouvernée par Moscou en échange de l’antidote. Cependant l’antidote n’est pas encore prêt. Scolopendra révèle qu’il a toutefois fait empoisonner Bond et Hugo, cela afin de motiver Hardiman car si celui-ci ne développe pas l’antidote avant quelques jours, les garçons vont mourir du poison.
Bond et Hugo sont reconduits dans leur chambre. Jagua les libère et leur dit que Hardiman a en réalité déjà développé un antidote et que celui-ci se trouve dans les laboratoires. Mais lorsqu’ils y arrivent, le laboratoire explose (Scolopendra se préparant à quitter Cuba, il fait détruire ses installations afin d’éliminer toutes les preuves).
La Velada et El Puño tombent sur Bond, Hugo et Jagua. La Velada avoue alors aux enfants qu’en réalité elle travaille encore pour le NKVD et qu’elle a ordre de tuer Scolopendra une fois qu’ils seront arrivés en Angleterre. La Velada se prépare à tuer les enfants mais Jagua attrape une arme et La Velada s’enfuit.
Après s’être débarrassés une bonne fois pour toutes de El Puño dans un moulin, les garçons et Jagua se réunissent et décident de téléphoner à Adam Elmhirst (voir Shoot to Kill) pour le mettre au courant des activités de Scolopendra. Ils prennent ensuite un hydravion pour rattraper le yacht de Scolopendra qui a quitté les lieux, pensant que Jagua était morte.
Jagua pilote l’avion jusqu’au yacht de Scolopendra qui accompagne un remorqueur qui transporte du bois et les faux billets. James Bond saute discrètement à l’eau et se hisse sur le remorqueur pendant que Jagua confronte son père. Un accident se produit et le remorqueur s’enflamme.
Alors que le bateau coule, La Velada s’enfuit avec le yacht et Scolopendra. Abandonné par elle, Scolopendra vient affronter Bond. Avec l’aide de Jagua, Bond tue Scolopendra sur le remorqueur.
Les garçons sont récupérés par Franklin John Ford (le plongeur, membre du CIP) et Hardiman (qui avait réussi à s’enfuir du yacht avec l’antidote durant la pagaille). Ils rentrent à la propriété de Scolopendra où Hardiman administre l’antidote à Bond et Hugo.
Le roman se termine ici, personne ne sait ce qu’il est advenu de La Velada qui avait réussi à fuir avec le yacht…

## Personnages principaux
- James Bond
- Hugo Grande, ami de Bond et élève de Dartington Hall déjà présent dans Shoot to Kill, il est atteint de nanisme.
- Gerald Hardiman, biologiste et ami de longue date de la famille Bond.
- Audacto Solares, surnommé Scolopendra après avoir découvert une espèce de scolopendre géante, Scolopendra deltadromeus. Il est devenu riche en aidant Hardiman à découvrir une plante utile dans le domaine de la médecine. Il est maintenant à la tête de Scolopendra Industries.
- Jagua Blarmina Solares, fille unique de Scolopendra.
- Marista, amie de Jagua.
- La Velada, compagne de Scolopendra. Elle porte constamment un voile et travaille en réalité pour le NKVD.
- El Puño, homme de main de La Velada, il a un bloc de granite greffé à la place de la main qu’il a perdue.
- Ramón Mosqueda, homme de main de Scolopendra.
- Chester MacLean, homme de main de Scolopendra.

## Édition limitée
L'édition signed limited de Doubleday est signée par Steve Cole et contient en bonus quelques pages de l’auteur sur le contexte du roman, les titres provisoires, ainsi qu’un chapitre supprimé.